# آمونیوم بوران
آمونیوم بوران (به انگلیسی: Ammonia borane) یک ترکیب شیمیایی با شناسه پاب‌کم ۴۱۹۳۳۰ است. شکل ظاهری این ترکیب، جامد بی رنگ است.